# Катушка рыболовная

Устройство безынерционной катушки:
1 — дуга лесоукладывателя
2 — удилище
3 — крепление к удилищу
4 — рукоятка
5 — кронштейн
6 — фиксатор, наматывание, или наматывание и отматывание лески
7 — корпус катушки
8 — барабан с леской
9 — регулировка фрикционного механизма

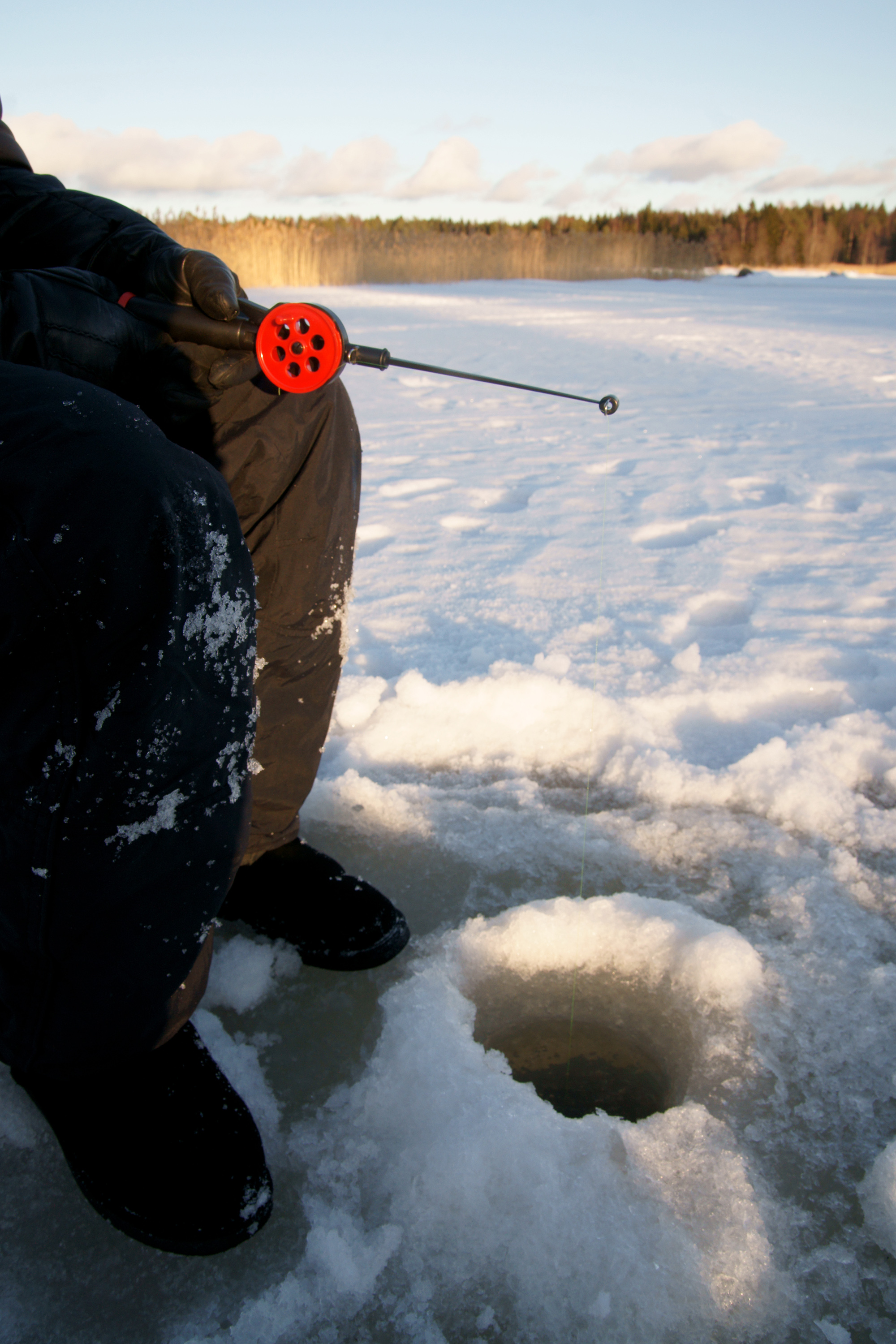
Катушка на зимней удочке

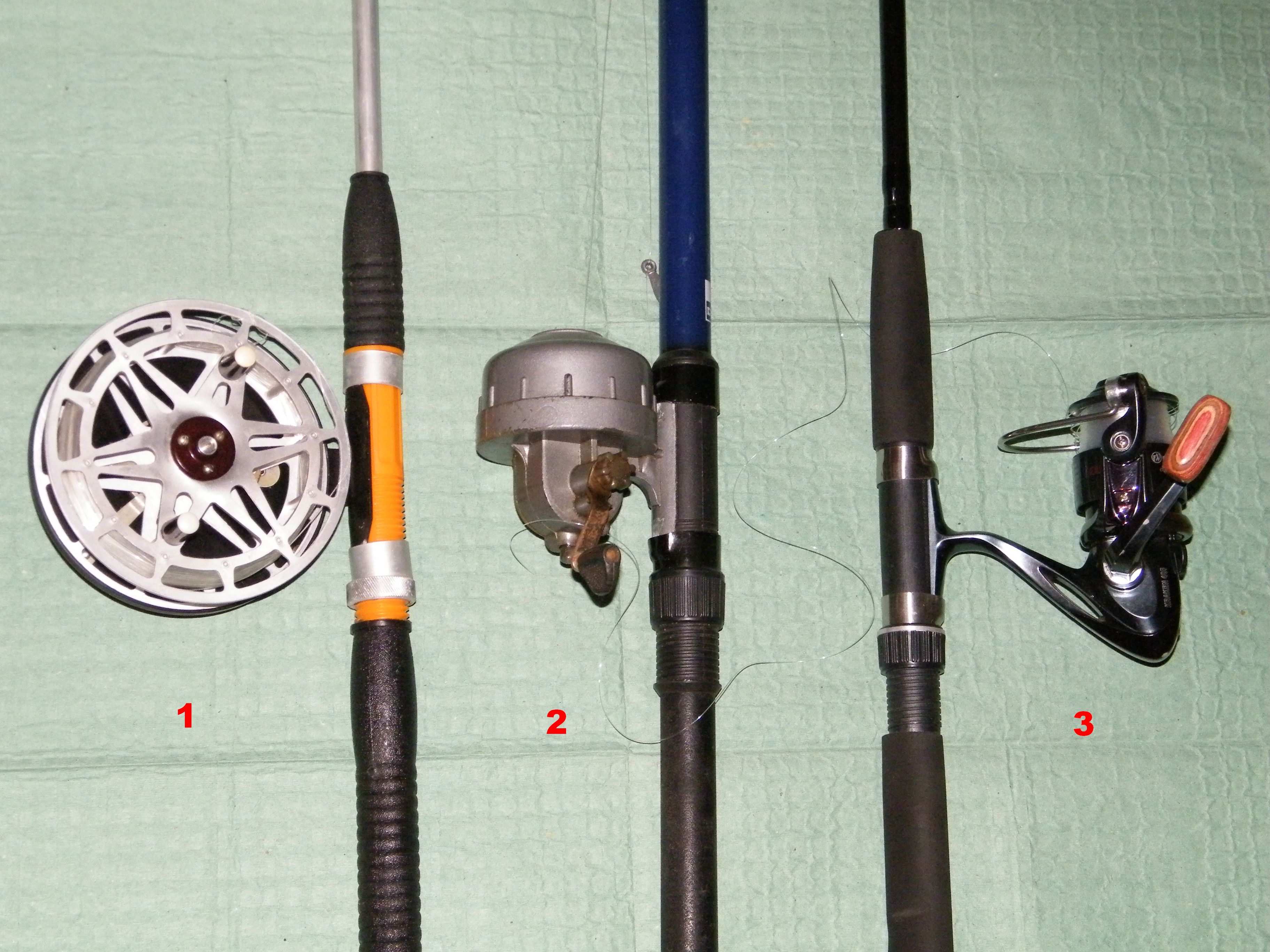
1 — инерционная катушка
2 — безынерционная закрытая
3 — безынерционная открытая

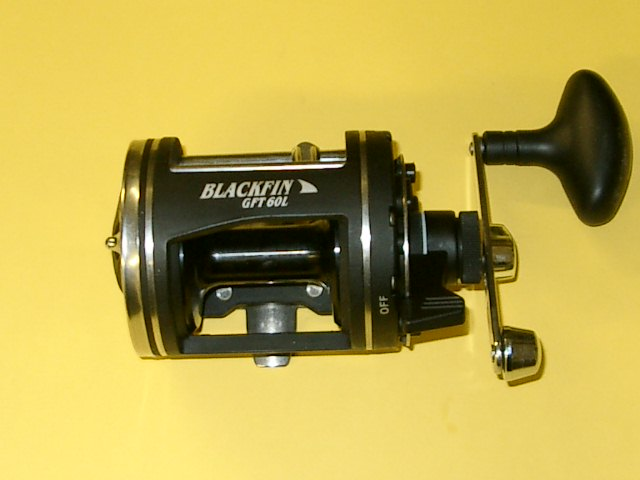
Мультипликаторная катушка

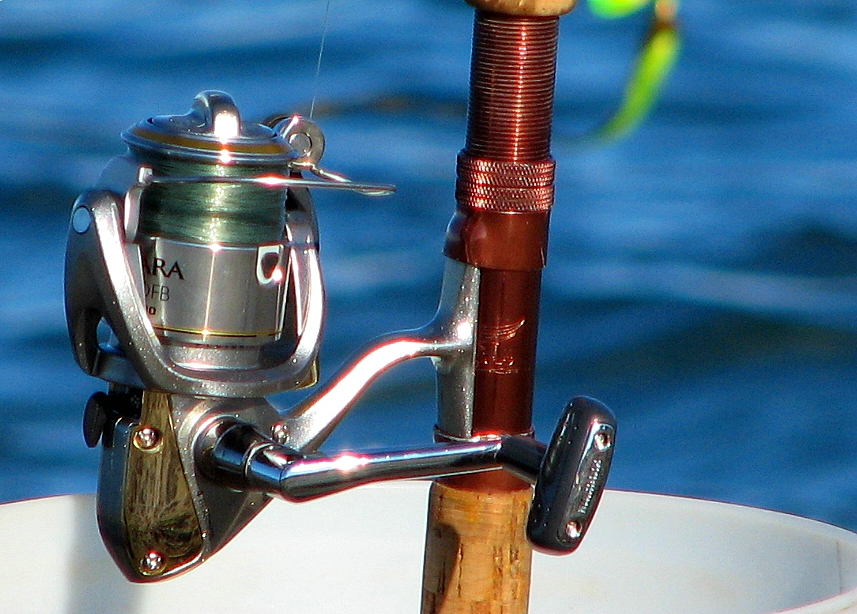
Безынерционная катушка

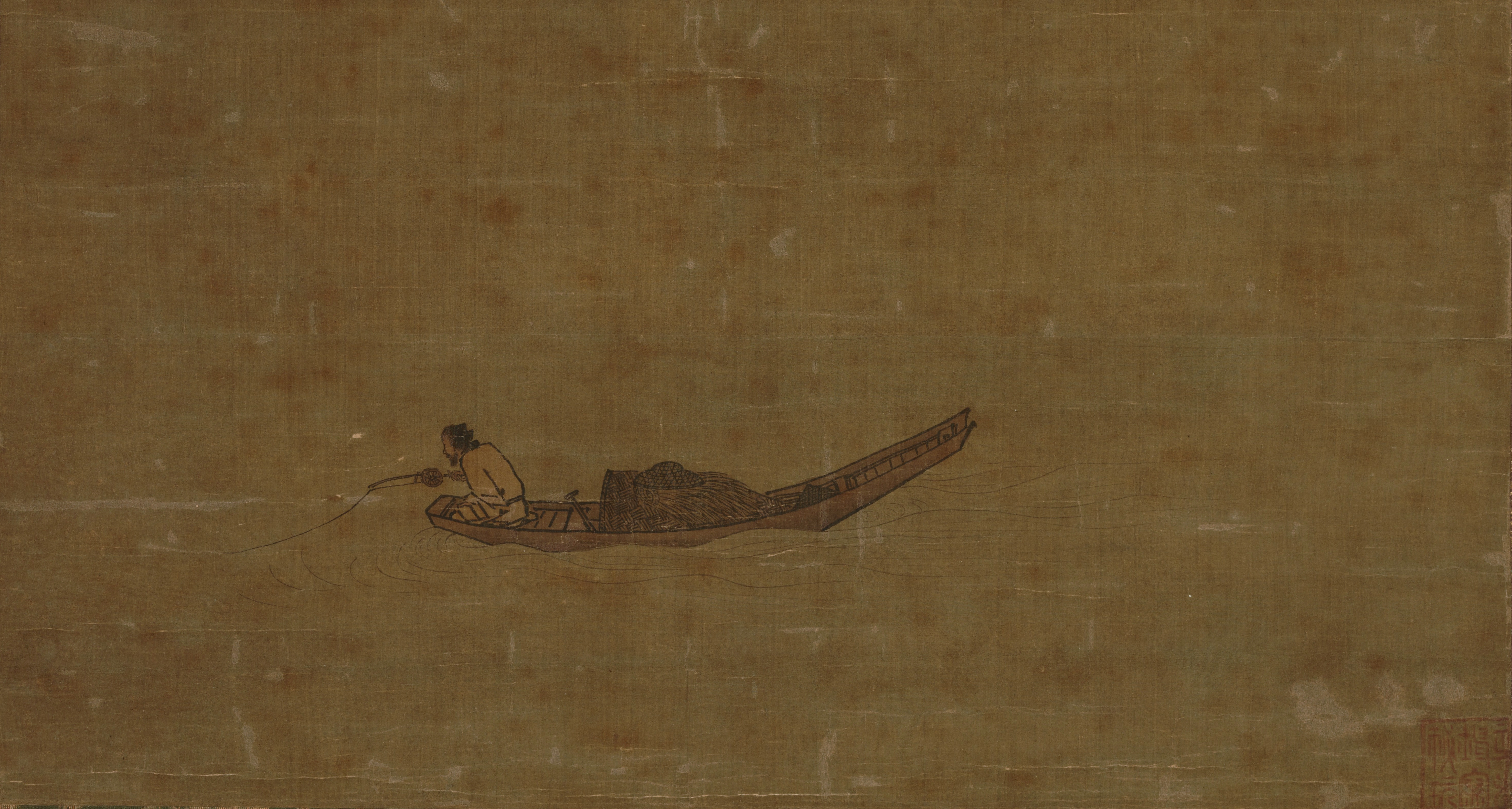
Картина «Рыбак на зимнем озере», написанная в 1195 Ма Юанем, даёт самое древнее известное изображение рыболовной катушки

Катушка рыболовная — это устройство для хранения лески на рыболовной снасти, представляет собой небольшую катушку с ручкой для сматывания лески.
С помощью рыболовной катушки, установленной на удилище, можно забрасывать оснастку с приманкой на большое расстояние (спиннинг). Катушка на удилище также облегчает вываживание крупной рыбы.
Барабан катушки способен вместить, как правило, от 30 м до 400 м лески.
Детали катушки изготовляются из керамики, углепластика, пластмассы и металла (алюминий, дюралюминий, нержавеющая сталь, титан, бронза).

## Конструкция рыболовных катушек

### Инерционные
- Инерционная катушка (ИК) обладает простой и неприхотливой конструкцией. Появилась раньше всех других катушек. В спиннинговом варианте исполнения требует некоторой тренировки перед использованием в связи с тем, что во избежание перебега  лески и, как следствие, образования так называемой "бороды", барабан катушки нужно притормаживать при забросе. Ранее были широко распространены на территории Советского Союза, в какой-то момент практически повсеместно вышли из употребления. В настоящее время к ним снова наблюдается интерес со стороны любителей ловли в проводку и спиннингистов, освоивших специфическую технику заброса. Одним из существенных недостатков классической инерционной катушки являлась практически полная невозможность забрасывать легкие приманки, нормальные забросы можно было совершать только приманками весом от 25—30 грамм. Однако существуют и образцы ИК с малоинерционными шпулями (катушки работы умельца О. Бякова, "Нельма"), которые при наличии правильной техники (умения) позволяют забрасывать приманки весом 5—6 грамм и даже более легкие. ИК обладают даже более высоким тяговым усилием, нежели предназначенные для ловли в заброс мультипликаторные катушки, но не требуют, в отличие от последних, перенастройки при смене приманки с одного веса на другой. При работе с тонкой леской классические ИК старого образца уступают в дальности заброса безынерционным катушкам. По мере увеличения диаметра лески разница в дальности уменьшается, а при использовании толстых, высокопрочных лесок возникает обратная ситуация — грамотно спроектированные и изготовленные ИК позволяют забрасывать дальше, чем безынерционные.

Сторонники инерционных катушек ценят в них сочетание высокой чувствительности, долговечности, надежности и малого веса, критики отмечают некоторые трудности, возникающие при освоении заброса и невысокую скорость подмотки.
```
Недорогие ИК большого размера (от 100 до 150 мм) применяют в основном для ловли на закидушки (донки), более качественными ИК оснащают поплавочные удочки, предназначенные для проводочной ловли в ноттингемском и болонском стиле.
```

- Мультипликаторы — это компактная модификация инерционной катушки, оснащённая механизмами подтормаживания шпули и шестеренчатым механизмом, позволяющим получить необходимую скорость проводки при использовании шпули малого диаметра. Мультипликаторы, предназначенные для ловли в заброс, как правило, снабжены лесоукладывателем. Особо мощные мультипликаторы применяют при ловле троллингом, в некоторые модели которых встраивают счетчики отдаваемой /подматываемой  лески.

### Безынерционные
Безынерционные — самые распространенные. Наиболее часто рыболовы всего мира используют безынерционные катушки, открытого или закрытого типа. 

Безынерционные катушки сложны по конструкции, но удобны в эксплуатации (не позволяют образовываться «бороде» — спутыванию лески при забросе). При забросе леска сбегает с торца шпули (ось расположена продольно удилищу) исключительно в необходимом для заброса количестве. Рыболову остается только вернуть на место дугу лескоукладывателя, следя, чтобы леска попала на ролик лескоукладки.
Масса безынерционных катушек колеблется от 150 до нескольких сотен граммов. В зависимости от мощности удилища спиннинга и условий ловли требуется подбор конкретной катушки. Нельзя делать проводку упористой приманки при помощи слабой маленькой катушки. В то же время ло́вля на ультралёгкие приманки требует деликатной снасти.

## Характеристики спиннинговых катушек
Любая спиннинговая катушка обладает рядом характеристик, предназначенных в первую очередь для правильного ее подбора в соответствии с условиями рыбалки и предполагаемым размером трофея.
Передаточное число — характеристика, показывающая соотношение оборота ручки катушки и количества оборотов шпули. Маркируется через знак двоеточия и, зачастую, имеет вид 5.2:1, 4.5:1 и тд. Стандартным передаточным числом  считается соотношение от 5.0 до 5.5 за один оборот ручки. Катушки с меньшим передаточным числом считаются тяговыми и предназначены для ловли крупной и сильной рыбы. Катушки с повышенным передаточным числом используются в основном там, где совершаются дальние забросы. Существуют также модели мультипликаторных катушек, снабженных ручкой переключения скоростей, которая позволяет выбирать пониженную и нормальную передачу.
Емкость шпули — одна из важных характеристик, по которой можно судить о количестве лески определенного диаметра, которое можно намотать на шпулю конкретной модели. Стандартно обозначается через знак "/". Обычно производитель указывает для катушки несколько соотношений диаметров и длин лесок или же рыболовного шнура, которые поместятся на шпулю катушки. Вместе с тем, для расчетов длины намотки под другие диаметры лесок существуют специальные калькуляторы лесоемкости. С этим параметром напрямую связано такое понятие как "типоразмер катушки", которое служит для подбора катушки, гармонично сочетающейся с остальной снастью. Существуют безынерционные катушки с типоразмером от 500 до 7000 и более (по возрастанию). В первом приближении эта характеристика обозначает диаметр лески длиной 100 метров, которая может быть намотана на шпулю катушки. Эта характеристика часто отличается у разных производителей и для более точного ориентирования опытные рыболовы дополнительно обращают внимание на вес катушки.
Количество подшипников — характеристика, указывающая на то, какое количество подшипников используется в конструкции катушки. Как правило, обозначается через знак "+". Например, 5+1 или же 3+1 обозначает, что в механизме катушки используется пять или же три, как правило, шариковых подшипника, плюс один роликовый подшипник обгонной муфты стопора обратного хода. В настоящее время эта характеристика все больше и больше имеет скорее маркетинговое значение, чем отображает реальное качество катушки. Катушка от известного бренда вполне может обходиться небольшим количеством качественных подшипников, в то время как для недорогой катушки может стоять маркировка с большим количеством подшипников, использующихся в конструкции.
Тип фрикционного тормоза безынерционной катушки — характеристика, которая обозначает переднее "FD" или же заднее "RD" расположение регулятора фрикциона. Данная характеристика влияет лишь на удобство использования катушкой конкретным пользователем. Как правило, спиннинговые катушки с задним расположением фрикциона несколько тяжелее.
При выборе безынерционной катушки следует обращать внимание на прочный ролик лесоукладки и наличие в нём шарикоподшипника. Остальные характеристики — маркетинговый ход. Количество подшипников, система укладки лески или металлический корпус менее важны, чем вышесказанное.
Любая, и особенно дорогая, катушка требует должного ухода. Хорошая катушка служит долго, если не допускать её пребывания в воде и грязи без должной профилактики.
- Инерционная катушка может служить очень долго без сложного ухода.
- В СССР выпускалась безынерционно-инерционная катушка «Оболонь», её корпус перед забросом мог быть развёрнут на 90° (ось барабана параллельно удилищу). Заброс производился как с безынерционной катушки, а после заброса корпус разворачивался в прежнее положение и управление снастью производилось как инерционной катушкой.